# Триарсенид родия
Триарсенид родия — бинарное неорганическое соединение 
родия и мышьяка
с формулой RhAs3,
кристаллы.

## Получение
- Спекание стехиометрических количеств порошкообразного родия и мышьяка:

{\displaystyle {\mathsf {Rh+3As\ {\xrightarrow {T}}\ RhAs_{3}}}}

## Физические свойства
Триарсенид родия образует кристаллы
кубической сингонии,
пространственная группа I m3,
параметры ячейки a = 0,8253 нм, Z = 8,
структура типа триарсенида кобальта CoAs3
.
Является полупроводником
.